# Elecciones seccionales de Ecuador de 1996
Las elecciones seccionales de Ecuador de 1996 se realizaron el 19 de mayo de 1996 para renovar los cargos de 21 prefectos, 27 alcaldes, 171 presidentes de concejos municipales, 74 consejeros provinciales y 819 concejales cantonales para los periodos 1996-1998 y 1996-2000.
Se realizaron de forma simultánea con las elecciones presidenciales y legislativas de 1996.

## Resumen de resultados por partido

### Prefecturas
| Partido político                                                                                     | N.º de Prefectos |
| --- | ---------------- |
| Partido Roldosista Ecuatoriano (PRE)                                                                 | 6                |
| Partido Social Cristiano (PSC)                                                                       | 5                |
| Democracia Popular (DP)                                                                              | 3                |
| Izquierda Democrática (ID)                                                                           | 2                |
| Frente Democrático NacionalFrente Radical Alfarista (FRA) Partido Liberal Radical Ecuatoriano (PLRE) | 2                |
| Concentración de Fuerzas Populares (CFP)                                                             | 1                |
| Partido Conservador Ecuatoriano (PCE)                                                                | 1                |
| Independientes/Locales                                                                               | 1                |
| Total                                                                                                | 21               |

### Alcaldías
| Partido político                                                   | N.º de Alcaldes |
| ------------------------------------------------------------------ | --------------- |
| Partido Social Cristiano (PSC)                                     | 8               |
| Partido Roldosista Ecuatoriano (PRE)                               | 6               |
| Democracia Popular (DP)                                            | 3               |
| Movimiento de Unidad Plurinacional Pachakutik-Nuevo País (MUPP-NP) | 3               |
| Izquierda Democrática (ID)                                         | 2               |
| Movimiento Popular Democrático (MPD)                               | 2               |
| Partido Socialista Frente Amplio (PS-FA)                           | 2               |
| Independientes/Locales                                             | 2               |
| Total                                                              | 28              |

### Presidencias de Consejos Municipales
| Partido político                                                                                     | N.º de Presidentes de Consejos Municipales |
| --- | ------------------------------------------ |
| Partido Social Cristiano (PSC)                                                                       | 51                                         |
| Partido Roldosista Ecuatoriano (PRE)                                                                 | 48                                         |
| Izquierda Democrática (ID)                                                                           | 19                                         |
| Democracia Popular (DP)                                                                              | 15                                         |
| Partido Conservador Ecuatoriano (PCE)                                                                | 8                                          |
| Movimiento de Unidad Plurinacional Pachakutik-Nuevo País (MUPP-NP)                                   | 7                                          |
| Movimiento Popular Democrático (MPD)                                                                 | 6                                          |
| Partido Socialista Frente Amplio (PS-FA)                                                             | 6                                          |
| Concentración de Fuerzas Populares (CFP)                                                             | 5                                          |
| Acción Popular Revolucionaria Ecuatoriana (APRE)                                                     | 2                                          |
| Frente Democrático NacionalFrente Radical Alfarista (FRA) Partido Liberal Radical Ecuatoriano (PLRE) | 2                                          |
| Movimiento Ciudadanos Nuevo País (MCNP)                                                              | 1                                          |
| Total                                                                                                | 171                                        |

Fuente:

## Resultados

### Azuay

#### Ganadores
| Dignidad              | Candidato ganador                | Partido o alianza |
| --------------------- | -------------------------------- | ----------------- |
| Prefectura Provincial | Marcelo Cabrera Palacios         | DP                |
| Cuenca                | Fernando Cordero Cueva           | MUPP-NP           |
| Chordeleg             | Flavio Barros Reinoso            | MUPP-NP           |
| El Pan                | Marcos López López               | PS-FA             |
| Girón                 | Patricio Guaricela Cáceres       | DP                |
| Guachapala            | Bolívar Castillo Orellana        | PSC               |
| Gualaceo              | César León Rodas                 | PSC               |
| Nabón                 | Medardo Ordóñez Ascaribay        | MPD               |
| Oña                   | Rosa Germania Ullauri Vallejo    | ID                |
| Paute                 | Joaquín Martínez Barzallo        | ID                |
| Pucará                | Luis Berrezueta Pesántez         | PRE               |
| San Fernando          | Julio Serafín Moscoso Durán      | MUPP-NP           |
| Santa Isabel          | Mario Rosales González           | PSC               |
| Sevilla de Oro        | Victor Maldonado Valverde        | PSC               |
| Sigsig                | Honorato Marcelino Granda Granda | PS-FA             |

Fuente:

### Bolívar

#### Ganadores
| Dignidad              | Candidato ganador            | Partido o alianza |
| --------------------- | ---------------------------- | ----------------- |
| Prefectura Provincial | Rigoberto Llerena Cardona    | PSC               |
| Guaranda              | Kléver Guevara Erazo         | MUPP-NP           |
| Caluma                | Victor Hugo Figueroa Aguiar  | PSC               |
| Chillanes             | Emilio Rolando Colina Colina | PSC               |
| Chimbo                | Victor Hugo Lara Olalla      | PSC               |
| Echeandía             | Riquelme Viscarra Naranjo    | ID                |
| Las Naves             | Manuel Elías Ledesma         | DP                |
| San Miguel            | Marcelo de Mora Moncayo      | PSC               |

Fuente:

### Cañar

#### Ganadores
| Dignidad              | Candidato ganador        | Partido o alianza |
| --------------------- | ------------------------ | ----------------- |
| Prefectura Provincial | Iván Castanier Crespo    | PSC               |
| Azogues               | Segundo Serrano Serrano  | PS-FA             |
| Biblián               | José Bolívar Montero Zea | PSC               |
| Cañar                 | Galo Ordóñez Gárate      | PSC               |
| Déleg                 | Tarquino Abad Nivelo     | PS-FA             |
| El Tambo              | Daniel Rodríguez Lazo    | PSC               |
| La Troncal            | Germán Encalada Córdova  | MPD               |

Fuente:

### Carchi

#### Ganadores
| Dignidad              | Candidato ganador           | Partido o alianza |
| --------------------- | --------------------------- | ----------------- |
| Prefectura Provincial | Julio Robles Castillo       | PCE               |
| Tulcán                | Marco Antonio Urresta       | PS-FA             |
| Bolívar               | Fabián Ramírez Grijalva     | PCE               |
| Espejo                | Lenin Carrera López         | PRE               |
| Mira                  | John Pule Andrade           | MPD               |
| Montúfar              | José Germán Pilacuán Orbe   | PRE               |
| San Pedro de Huaca    | Marco Antonio Huera Hurtado | PRE               |

Fuente:

### Chimborazo

#### Ganadores
| Dignidad              | Candidato ganador         | Partido o alianza |
| --------------------- | ------------------------- | ----------------- |
| Prefectura Provincial | Alfonso Burbano Aráuz     | PRE               |
| Riobamba              | Abraham Romero Cabrera    | ACC - MUPP-NP     |
| Alausí                | Galo Durán Torres         | CFP               |
| Chambo                | Luis Escobar Garcés       | PSC               |
| Chunchi               | Eudoro Flores Ordóñez     | PRE               |
| Colta                 | Ernesto Cevallos Arellano | MUPP-NP           |
| Cumandá               | Edgar Maquisaca Bermeo    | MPD               |
| Guamote               | Mariano Curicama Guamán   | MUPP-NP           |
| Guano                 | Armando Becerra Totoy     | MCNP              |
| Pallatanga            | Efraín Saltos Yépez       | PSC               |
| Penipe                | Fausto Chunaca Inca       | PRE               |

Fuente:

### Cotopaxi

#### Ganadores
| Dignidad              | Candidato ganador             | Partido o alianza |
| --------------------- | ----------------------------- | ----------------- |
| Prefectura Provincial | Rodrigo Iturralde Darquea     | PSC               |
| Latacunga             | Rubén Terán Vásconez          | PSC               |
| La Maná               | Dorian Gómez de la Torre      | ID                |
| Pangua                | Alfonso Benítez Villacreses   | PSC               |
| Pujilí                | Luis Marcelo Arroyo Ruiz      | ID                |
| Salcedo               | Guillermo Pacheco Parreño     | DP                |
| Saquisilí             | José Antonio Llumitasig       | MUPP-NP           |
| Sigchos               | Hugo Enrique Arguello Navarro | PSC               |

Fuente:

### El Oro

#### Ganadores
| Dignidad              | Candidato ganador              | Partido o alianza |
| --------------------- | ------------------------------ | ----------------- |
| Prefectura Provincial | Montgómery Sánchez Reyes       | PRE               |
| Machala               | Mario Minuche Murillo (Hijo)   | PRE               |
| Arenillas             | Jhon César Chérrez             | ID                |
| Atahualpa             | Manuel Agustín Buele Buele     | ID                |
| Balsas                | Ángel Polibio Valarezo Bravo   | PSC               |
| Chilla                | José Hugo Iñaguazo Macas       | PSC               |
| El Guabo              | Holger Aguilar Gálvez          | PRE               |
| Huaquillas            | Gonzalo Cárdenas Román         | MPD               |
| Las Lajas             | Ángel Encalada Castillo        | PRE               |
| Marcabelí             | Bolívar Añazco Apolo           | PRE               |
| Pasaje                | Luis León Iñiguez              | PRE               |
| Piñas                 | Hitler Arminio Abarca Rentería | CFP               |
| Portovelo             | Carlos Espinosa Macas          | PSC               |
| Santa Rosa            | Piedad Ollague Valarezo        | PSC               |
| Zaruma                | Norman Astudillo Ordóñez       | PRE               |

Fuente:

### Esmeraldas

#### Ganadores
| Dignidad              | Candidato ganador            | Partido o alianza |
| --------------------- | ---------------------------- | ----------------- |
| Prefectura Provincial | René Rhor Valenzuela         | PRE               |
| Esmeraldas            | Iván Itúrburu Rivadeneira    | PRE               |
| Atacames              | Dick Dovier Aparicio Morillo | PRE               |
| Eloy Alfaro           | Dercy Gruezo Jaramillo       | PRE               |
| Muisne                | José Milton Bucheli Pérez    | PSC               |
| Quinindé              | Simón Caicedo Caicedo        | PRE               |
| San Lorenzo           | Daimiro Cortez Valencia      | PRE               |

Fuente:

### Galápagos

#### Ganadores
| Dignidad                                | Candidato ganador       | Partido o alianza |
| --------------------------------------- | ----------------------- | ----------------- |
| Prefectura Provincial                   | Pedro Zapata Rumipamba  | PSC               |
| San Cristóbal - Puerto Baquerizo Moreno | Milton Aguas San Miguel | ID                |
| Isabela                                 | Guillermo Gil Ochoa     | ID                |
| Santa Cruz                              | Franklin Sevilla Cedeño | DP                |

Fuente:

### Guayas

#### Guayaquil

##### Ganadores
| Dignidad                | Candidato ganador               | Partido o alianza |
| ----------------------- | ------------------------------- | ----------------- |
| Prefectura Provincial   | Nicolás Lapentti Carrión        | PSC               |
| Guayaquil               | León Febres-Cordero Ribadeneyra | PSC               |
| Durán                   | Oswaldo Peñaherrera Loaiza      | PRE               |
| Milagro                 | Lister Andrade Ortega           | PSC               |
| Jujan                   | Constantino Yánez Castro        | PCE               |
| Balao                   | Pedro Aguayo Pozo               | PSC               |
| Balzar                  | Augusto Quintero Rosado         | PRE               |
| Colimes                 | Walter Quijije Triviño          | PRE               |
| Marcelino Maridueña     | Carlos Carabajo Rosero          | PSC               |
| Daule                   | Gonzalo Ruiz Alvarado           | PRE               |
| El Empalme              | Zenón Chica Bazurto             | MPD               |
| El Triunfo              | Aníbal Zea Zea                  | PRE               |
| Bucay                   | Eliecer Rodríguez Batallas      | PRE               |
| La Libertad             | Patricio Cisneros Granizo       | PRE               |
| Lomas de Sargentillo    | Juan de la Cruz Molina Pinela   | PRE               |
| Naranjal                | Ruperto Juvencio Espinoza Rivas | PRE               |
| Naranjito               | Neptalí Guevara Rodríguez       | ID                |
| Nobol                   | Ramón Zambrano Zambrano         | PSC               |
| Palestina               | Luis Palma López                | PRE               |
| Pedro Carbo             | Luis Burgassi Cajas             | PSC               |
| Gral. Villamil - Playas | Gabino de la A Escalante        | ID                |
| Salinas                 | Nelly Guerrero Álvarez          | PRE               |
| Salitre                 | Máximo Miño Candelario          | PSC               |
| Samborondón             | José Yúnez Parra                | PSC               |
| Santa Elena             | Jimmy Candell Soto              | PSC               |
| Santa Lucía             | Isidro Ubaldo Urquizo Rugel     | PSC               |
| Simón Bolívar           | Hugo Montalvo Robinson          | FRA - PLRE        |
| Yaguachi                | Julio César Díaz Maldonado      | PSC               |

Fuente:

### Imbabura

#### Ganadores
| Dignidad              | Candidato ganador        | Partido o alianza |
| --------------------- | ------------------------ | ----------------- |
| Prefectura Provincial | Luis Mejía Montesdeoca   | ID                |
| Ibarra                | Mauricio Larrea Andrade  | ID                |
| Antonio Ante          | Gonzalo Yépez Rocha      | DP                |
| Cotacachi             | Auki Tituaña Males       | MUPP-NP           |
| Otavalo               | Ernesto Villarreal Tobar | PRE               |
| Pimampiro             | Edwin Lora Bustos        | PRE               |
| Urcuquí               | José Peñafiel Rivera     | PRE               |

Fuente:

### Loja

#### Ganadores
| Dignidad              | Candidato ganador             | Partido o alianza |
| --------------------- | ----------------------------- | ----------------- |
| Prefectura Provincial | Raúl Auquilla Ortega          | CFP               |
| Loja                  | José Bolívar Castillo Vivanco | DP                |
| Calvas                | Bolívar Cueva Cueva           | CFP               |
| Catamayo              | Héctor Benigno Figueroa Cano  | PSC               |
| Celica                | Jorge Jaramillo Arciniega     | DP                |
| Chaguarpamba          | Víctor Manuel Torres Rivera   | DP                |
| Espindola             | Manuel Andrade Rojas          | PCE               |
| Gonzanamá             | Carlos Celi Galván            | PSC               |
| Macará                | Carlos Bustamante Pardo       | FRA - PLRE        |
| Paltas                | Manuel Tandazo Abad           | DP                |
| Pindal                | Fredi Jumbo Ovaco             | PSC               |
| Puyango               | Edison García Mora            | PRE               |
| Quilanga              | Malvin Fredy Cueva Rojas      | CFP               |
| Saraguro              | Enrique Luzuriaga Valdivieso  | PSC               |
| Sozoranga             | Elvis Ramos Ruiz              | CFP               |
| Zapotillo             | Eladio Cobos Cobos            | PSC               |

### Los Ríos

#### Ganadores
| Dignidad              | Candidato ganador          | Partido o alianza |
| --------------------- | -------------------------- | ----------------- |
| Prefectura Provincial | Oscar Llerena Olvera       | PRE               |
| Babahoyo              | Julio Touma Bacilio        | PRE               |
| Quevedo               | Eloy Mueckay Bazurto       | PSC               |
| Baba                  | Julio Chavez Weisner       | PRE               |
| Buena Fe              | Patricio Mendoza Palma     | PRE               |
| Montalvo              | Miriam Cadena Gaibor       | DP                |
| Palenque              | Clovis Álvarez Mosquera    | PRE               |
| Puebloviejo           | Manuel Tandazo Díaz        | PRE               |
| Urdaneta              | José Ignacio Jorge Arévalo | PSC               |
| Valencia              | Marco Troya Fuertes        | PRE               |
| Ventanas              | César Borja Farah          | PSC               |
| Vinces                | Bonifacio Morán Yela       | PRE               |

Fuente:

### Manabí

#### Ganadores
| Dignidad              | Candidato ganador            | Partido o alianza |
| --------------------- | ---------------------------- | ----------------- |
| Prefectura Provincial | Humberto Guillem Murillo     | PRE               |
| Portoviejo            | Guido Álava Párraga          | PRE               |
| Chone                 | Raúl Andrade Arteaga         | PRE               |
| Manta                 | Jorge Zambrano Cedeño        | PSC               |
| 24 de mayo            | Galo Rodrigo Cedeño Barberán | PSC               |
| Bolívar               | Humberto González Álava      | PRE               |
| El Carmen             | Pedro Santana Cedeño         | PRE               |
| Flavio Alfaro         | Augusto Cedeño Paladines     | ID                |
| Jipijapa              | Justiniano Morán Celleri     | PSC               |
| Junín                 | Kettier Solórzano Jaramillo  | PSC               |
| Montecristi           | Washington Arteaga Palacios  | PRE               |
| Olmedo                | Félix Menéndez Delgado       | PRE               |
| Paján                 | Nixon Vera Ordóñez           | PRE               |
| Pedernales            | Vicente Cevallos Cevallos    | PSC               |
| Pichincha             | Alexander Intriago Peñafiel  | PRE               |
| Puerto López          | Eduardo Izurieta Vásconez    | PSC               |
| Rocafuerte            | Hernán Cedeño Cedeño         | PSC               |
| Santa Ana             | Ramón Ángel Mieles Arteaga   | PRE               |
| Sucre                 | Fernando Cassis Martínez     | PRE               |
| Tosagua               | Julio Valarezo Cedeño        | APRE              |

Fuente:

### Morona Santiago

#### Ganadores
| Dignidad              | Candidato ganador               | Partido o alianza |
| --------------------- | ------------------------------- | ----------------- |
| Prefectura Provincial | Joaquín Estrella Velín          | ID                |
| Macas                 | Ulbio Cárdenas Saquicela        | MPD               |
| Gualaquiza            | Segundo Erazo Espinosa          | ID                |
| Limón Indanza         | Teresio Samaniego Suárez        | PS-FA             |
| Palora                | Manuel de Jesús Regalado Piedra | ID                |
| Santiago              | Lauro Mejía Paredes             | PS-FA             |
| Sucúa                 | Braulio Rodríguez Calle         | PRE               |
| Huamboya              | Miguel Puwanchir Wajarai        | MUPP-NP           |
| San Juan Bosco        | Leonidas Lituma Tacuri          | DP                |

Fuente:

### Napo

#### Ganadores
| Dignidad              | Candidato ganador           | Partido o alianza |
| --------------------- | --------------------------- | ----------------- |
| Prefectura Provincial | Edison Chávez Vargas        | DP                |
| Tena                  | Alex Hurtado Borbúa         | DP                |
| Aguarico              | Nelson Castillo Uquillas    | PSC               |
| Archidona             | Nelson Chimbo Yumbo         | MUPP-NP           |
| El Chaco              | Byron Medina Cepeda         | PSC               |
| La Joya de los Sachas | Héctor Bárcenas Mejía       | DP                |
| Loreto                | Fernando Andrade Guerra     | ID                |
| Orellana              | Eduardo Montaño Cortés      | DP                |
| Quijos                | José Patricio Pérez Carrera | ID                |

Fuente:

### Pastaza

#### Ganadores
| Dignidad              | Candidato ganador           | Partido o alianza |
| --------------------- | --------------------------- | ----------------- |
| Prefectura Provincial | Roberto de la Torre Andrade | FIP               |
| Pastaza - Puyo        | Raúl Efrén Valverde         | PSC               |
| Mera                  | José Patricio Pérez Carrera | ID                |
| Santa Clara           | Lilia Villacres Guaytara    | PSC               |

Fuente:

### Pichincha

#### Quito

##### Ganadores
| Dignidad                       | Candidato ganador                | Partido o alianza |
| ------------------------------ | -------------------------------- | ----------------- |
| Prefectura Provincial          | Rafael Reyes Uribe               | FRA - PLRE        |
| Quito                          | Jamil Mahuad Witt                | DP                |
| Santo Domingo de los Colorados | Hólger Velasteguí Domínguez      | PSC               |
| Cayambe                        | Fausto Jarrín Zambrano           | MUPP-NP           |
| Mejía                          | Rigoberto Mancheno Caicedo       | ID                |
| Pedro Moncayo                  | Amílcar Mantilla Valencia        | PS-FA             |
| Pedro Vicente Maldonado        | Héctor Borja Urbano              | PCE               |
| Rumiñahui                      | Marco Villafuerte Tamayo         | ID                |
| San Miguel de los Bancos       | Luis Benigno Villagómez Arguello | PRE               |

Fuente:

### Sucumbíos

#### Ganadores
| Dignidad                | Candidato ganador        | Partido o alianza |
| ----------------------- | ------------------------ | ----------------- |
| Prefectura Provincial   | Eliseo Azuero Rodas      | DP                |
| Lago Agrio - Nueva Loja | Máximo Abad Jaramillo    | MPD               |
| Cascales                | Luis Lozada Tapia        | PSC               |
| Gonzalo Pizarro         | Luis Torres Castillo     | PSC               |
| Putumayo                | José Ignacio Rea Gualoto | APRE              |
| Shushufindi             | Jorge Cajas Garzón       | DP                |
| Sucumbios               | Lidio Villareal Bolaños  | PSC               |

Fuente:

### Tungurahua

#### Ganadores
| Dignidad              | Candidato ganador               | Partido o alianza |
| --------------------- | ------------------------------- | ----------------- |
| Prefectura Provincial | María Hortensia Albán Astudillo | FRA - PLRE        |
| Ambato                | Luis Fernando Torres Torres     | PSC               |
| Baños                 | Camilo Espinoza Luna            | PSC               |
| Cevallos              | Plutarco López Villacís         | PRE               |
| Mocha                 | Orlando Pérez Rendón            | PCE               |
| Patate                | Aída Celiz Soria                | MUPP-NP           |
| Pelileo               | Jorge Villena Chavez            | PRE               |
| Pillaro               | Edwin Wilfrido Cortes Naranjo   | ID                |
| Quero                 | Fauri Llerena Barreno           | PCE               |
| Tisaleo               | Marcos Arroba Machado           | PSC               |

Fuente:

### Zamora Chinchipe

#### Ganadores
| Dignidad              | Candidato ganador                | Partido o alianza |
| --------------------- | -------------------------------- | ----------------- |
| Prefectura Provincial | Víctor Rodríguez Peñarreta       | PRE               |
| Zamora                | Víctor Reyes Zúñiga              | MPNZ              |
| Centinela del Cóndor  | Felipe Merino Cueva              | PCE               |
| Chinchipe             | Héctor Saavedra Alverca          | DP                |
| El Pangui             | Luis Oswaldo Segura Lara         | DP                |
| Nangaritza            | Carlos José María Illescas Duque | PSC               |
| Yacuambi              | Manuel González González         | PRE               |
| Yantzaza              | José Moisés Guaillas Romero      | PCE               |

Fuente: